# Elecciones generales del Reino Unido de 1892
Las Elecciones Generales del Reino Unido de 1892 se realizaron desde el 4 de julio hasta el 26 de julio de 1892. Los conservadores, liderados por Lord Salisbury, lograron el mayor número de escaños. Sin embargo, no fueron los suficientes como para poder formar gobierno. En su lugar lo haría William Ewart Gladstone, líder de los liberales y antiguo primer ministro. Los liberales lograron un gran éxito, mejorando sustancialmente sus resultados respecto a la elección de 1886. Los representantes del Partido Parlamentario Irlandés apoyarían finalmente a Gladstone, a pesar de los conflictos que surgieron entre los partidarios de Charles Stewart Parnell, líder del Partido Parlamentario Irlandés muerto el año anterior, y sus adversarios dentro de su partido. Gladstone formó un gobierno en minoría, que dependía del voto de los irlandeses para que sus propuestas fueran aprobadas. Lord Salisbury no recuperaría el cargo de primer ministro hasta 1895.
| Partido | Partido                                 | Votos     | %    | Escaños        | Dif. |
|         | Conservadores y Unionistas Liberales    | 2.159.150 | 47,0 | 313 (268 + 45) | -80  |
|         | Partido Liberal                         | 2.088.019 | 45,4 | 272            | +80  |
|         | Partido Parlamentario Irlandés          | 309.329   | 7,0  | 81             | -4   |
|         | Independientes Laboristas               | 22.198    | 0,5  | 3              | +3   |
|         | Independientes Conservadores            | 7.211     | 0,1  | 0              | =    |
|         | Independientes Liberales                | 3.572     | 0,1  | 1              | +1   |
|         | Partido Laborista Sindicalista Escocés  | 2.313     | 0,0  | 0              | =    |
|         | Independientes Nacionalistas            | 2.180     | 0,0  | 0              | =    |
|         | Partido Laborista Parlamentario Escocés | 2,043     | 0,0  | 0              | =    |
|         | Federación Social Demócrata             | 659       | 0,0  | 0              | =    |
|         | Independientes                          | 139       | 0,0  | 0              | =    |

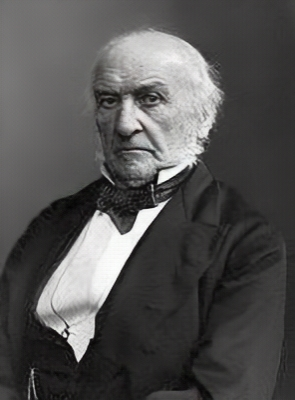
William Ewart Gladstone recuperó el cargo de primer ministro.

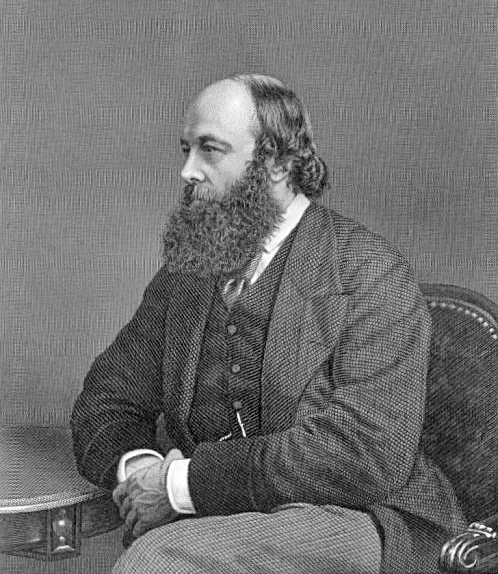
Robert Gascoyne-Cecil ganó en votos, pero no formó gobierno.

Los datos arriba expuestos excluyen a dos candidatos irlandeses cuya filiación política no había podido ser determinada por F. W. S. Craig al publicar su trabajo: el Coronel J. C. Lowry, que logró 897 votos en la circunscripción de la Universidad de Dublín (aún no se ha determinado a si pertenecía a algún partido, puede ser tanto un independiente como un conservador), y John O'Connor Power, que alcanzó la cifra de 609 votos en Mayo West (en este caso se trata de un liberal gladstoniano).
Recuento total de votos: 4.598.319. Se muestran los resultados de todos los partidos políticos.